# Obrimus uichancoi
Obrimus uichancoi ist eine im Norden der philippinischen Insel Luzon heimische Gespenstschrecken-Art aus der Familie der Heteropterygidae.

## Merkmale
Von Obrimus uichancoi sind bisher nur Weibchen bekannt. Männchen sind nicht beschrieben worden. Auch bei dieser Art sind die für die Gattung typischen Schlitze im Metasternums sehr schmal und kaum erkennbar. Verglichen mit den beiden anderen Obrimus-Arten von denen Weibchen bekannt sind, Obrimus bicolanus und Obrimus bufo, sind ihre Weibchen weniger stachlig und durchschnittlich etwas kleiner. Ihnen fehlen die mittleren Stacheln auf den Terga I bis VI des Abdomens vollständig oder sie sind lediglich als paarige, kleine Tuberkel erkennbar. Auch die mittleren Stacheln auf dem Mesonotum (mediane Mesonotale) fehlen entweder völlig oder sie sind sehr undeutlich, wie bei den Weibchen die in Bay-Yo in der Mountain Province gesammelt worden sind. Die Weibchen erreichen Längen von 8,5 bis 10,0 cm, wobei die untersuchten Tiere aus der Provinz Ifugao im Schnitt etwas größer sind. Die Lebendfärbung ist lediglich von einem Weibchen aus Banaue in der der Provinz Ifugao bekannt. Dieses Tier hat eine rein grüne Grundfarbe mit wenig brauner und heller Musterung.

## Verbreitung und Fortpflanzung
Das Verbreitungsgebiet der Art erstreckt sich über den Norden der Insel Luzon. So ist die Typuslokalität Ripang in der Provinz Apayao. Die genauen Koordinaten sind mit 17°48’N 121°90’O angegeben. Weitere Fundorte liegen in Bay-Yo an der Grenze der Mountain Province und der Provinz Nueva Vizcaya, wo sie in beiden Provinzen gefunden wurde, sowie in der Provinz Ifugao, im Cordillera Central Gebirge und in Banaue. Die Tiere wurden in Höhen zwischen 450 und 1300 m gefunden. Ein weiterer Fundort befindet sich in Los Banos in der Provinz Laguna. Ein sehr junges, von den Erstbeschreibern dieser Art zugeordnetes Männchen, stammt aus dem Süden Luzons, genauer aus dem Barangay Binay der Stadtgemeinde San Narciso in der Provinz Quezon.
Da außer diesem Männchen lediglich weibliche Tiere gefunden wurden, wird davon ausgegangen, dass sich die Art zumindest lokal rein parthenogenetisch fortpflanzt.

## Systematik
James Abram Garfield Rehn und John William Holman Rehn beschrieben Obrimus uichancoi im Jahr 1939 neben Obrimus bicolanus als eine von zwei neuen Obrimus-Arten. Der gewählte Artzusatz „uichancoi“ wurde zu Ehren von Professor Leopoldo B. Uichanco (* 1894; † 1972) gewählt, dem ersten philippinischen Feldentomologen. Er hatte Rehn und Rehn Material für die Arbeit von 1938/39 ausgeliehen.
Rehn und Rehn beschrieben die Art an einem juvenilen, 6,2 cm langen Weibchen aus der Sammlung von Morgan Hebard, welches von W. Boettcher im Februar 1918 in Ripang gesammelt wurde. Es ist als Holotypus an der Academy of Natural Sciences in Philadelphia hinterlegt. Neben diesem Weibchen untersuchten Rehn und Rehn noch fünf weitere, ebenfalls von Boettcher im Februar 1918 in Ripang gesammelte Weibchen in verschiedenen Larvenstadien aus Herbards Sammlung, sowie ein juveniles Weibchen aus der Sammlung der philippinischen Hochschule für Landwirtschaft, welches von C.S. Banks am 20. November 1915 in Los Banos gesammelt wurde. Außerdem wurde eine männliche Nymphe aus Herbards Sammlung untersucht. Diese wurde von Boettcher am 17. März 1916 in Binay (Angabe von Rehn und Rehn bzw. Herbard) oder Vinai (Angabe auf Boettchers Originaletikett) gesammelt. Dessen in der früher als Tayabas bezeichneten Provinz Quezon befindlicher Fundort mit den Koordinaten 13°30’N 122°35’O, befindet sich deutlich weiter im Süden Luzons. Da sich das Tier noch in einem sehr frühen Larvenstadium befand, wurde auf seine Beschreibung verzichtet. Bis auf den weiblichen Holotypus wurden alle anderen untersuchten Tiere in den nachfolgenden Arbeiten zu dieser Art nicht mehr erwähnt. Lediglich deren Fundorte wurden genannt.
Frank H. Hennemann untersuchte für die wissenschaftliche Bearbeitung der philippinischen Obrimini insgesamt zwölf, zwischen 2010 und 2013 gesammelte, adulte Weibchen der Art. Darunter ein von Thierry Heitzmann in Banaue gefundenes Exemplar und zwei im Juli 2012 von Albert Kang in Bay-Yo gesammelte Tiere. Alle drei sind am Museum für Naturwissenschaften in Brüssel hinterlegt. Die übrigen neun Weibchen stammen von lokalen Sammlern und befinden sich in Hennemanns Belegsammlung.

## Terraristik
Heitzmann fand zusammen mit Kang am 11. Dezember 2013 mehrere Weibchen dieser Art in der Mountain Province in Bay-Yo in einer Höhe von 1050 und 1350 m. Zwei weitere, weibliche Nymphen fand Heitzmann in Mayoyao im Cordillera Central Gebirge. Diese zog er auf und brachte einige Weibchen zur Eiablage. Die Eier bot er europäischen Züchtern an. Aus den von ihm verschickten Eiern konnte kein Zuchtstamm etabliert werden.